# Pomsky
Pomsky é uma nova raça canina resultado do cruzamento entre lulu-da-pomerânia (Spitz alemão) e Husky siberiano. Por ser uma raça mista, seu tamanho e características não podem ser exatas 